# 빈티지 클로딩

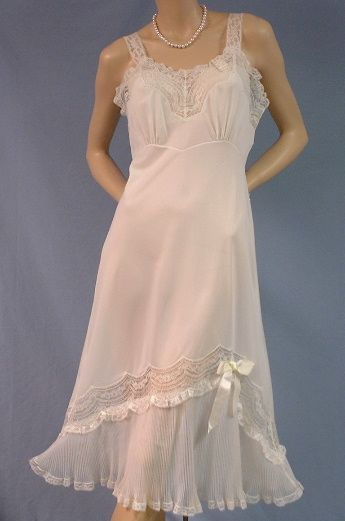

빈티지 클로딩(vintage clothing) 또는 빈티지 의류는 이전 시대에서 기원한 옷이다. '빈티지 클로딩 스토어'와 같이 아울렛과 연결되어 사용된다. 오늘날에는 새로운 것에 빈티지 요소를 섞거나 다양한 스타일과 기간을 조화시키고 있다.
옷감 부족으로 인한 의류 재상용의 아이디어로서 제1차 세계 대전부터 전 세계적으로 활용되고 있다. 레트로(retro) 클로딩이라고도 부른다.

## 같이 보기
- 반문화